# Estação Humberto I
A Estação Humberto I é uma das estações do Metro de Buenos Aires, situada em Buenos Aires, entre a Estação Venezuela e a Estação Inclán. Faz parte da Linha H e faz integração com a Linha E através da Estação Jujuy.
Foi inaugurada em 31 de maio de 2007. Localiza-se no cruzamento da Avenida Jujuy com a Rua Humberto Primo. Atende o bairro de San Cristóbal.